# 中落堀川
中落堀川（なかおとしほりがわ）は、埼玉県北東部を流れる準用河川である。

## 概要
中落堀川の歴史は比較的古く、元禄6年（1693年頃）の『騎西領と久喜領悪水堀争論裁許絵図』にすでに排水路として描かれている。この川は、現在は南東に向かってほぼ1本線で流れるが、元禄6年の絵図では吉羽村と野久喜村の境を北に流れ、悪水落新堀へと合流する支流があった:647。安永6年（1777年頃）の『騎西領用悪水組合村高並堀々仕来書上』には、関係面積6平方キロメートル余り、全長4.6キロメートルである旨が記されている:602。1875年（明治8年）頃の記録である武藏國郡村誌にも「中落堀」として記載がある:294。
1954年（昭和29年）に合併するまでは、久喜町（現：久喜地区）と太田村（現：太田地区）の町村界を成していた。
今日では、久喜駅の北北西数キロメートルの場所を起点に、久喜区域の市街地を西から東へほぼ貫流し、下記の水路と合流した後、大落古利根川に合流・終点となる。久喜市久喜本字香取（かんどり）に香取公園（合筆前は久喜本・野久喜混在）という調節池およびビオトープ・野鳥観察場を備えた施設があり、また久喜北に古久喜公園という調節池およびビオトープがある。古利根川水循環センター（下水処理場）の処理水が久喜市吉羽字向地地内で排水されている。埼玉県道3号さいたま栗橋線周辺より久喜駅北側（西口）までは鉄板による護岸がなされている。久喜駅北側（東口）より本川終点までコンクリート護岸がなされている。
合流
- 高田堀
- 馬場用水からの排水路
- 椎名落川
- 蓮ヶ原川
- 中堀落川

## 流路
- 起点：
- 久本寺で稲荷台用水と立体交差する（稲荷台用水は中落堀川の上を流れ東へ）。
- 埼玉県立久喜北陽高等学校の北側を流れる。この流域では北側に所在する香取公園の調節池と接続し、南から流下してくる高田堀と合流する。
- 久喜本（南側）と野久喜（北側）の境界を流れる。
- 暗渠にて埼玉県道3号さいたま栗橋線および埼玉県道153号幸手久喜線（久喜幸手新道）の交差点下を渡り、埼玉県道153号幸手久喜線の北側にて再び開渠となる。
- 久喜北二丁目南側を流れる。
- 「中落橋」の西側にて南から暗渠として流下してくる馬場用水からの排水路と合流する。
- 久喜北二丁目にて古久喜公園の調節池およびビオトープと接続する。
- ビオトープ東側で北側より来る椎名落川と合流する。
- 本町浄水場側面および本町八丁目北東を流れる。
- 久喜中央を流れる。
- 久喜駅北側にて東北本線・東武伊勢崎線・東北新幹線・新幹線側道を横断する。
- 久喜東のほぼ中央を北西から南東へ貫流する。
- 久喜東1丁目（西側）・久喜東3丁目（東側）の境界にて西側より来る蓮ヶ原川と合流する。
- 久喜市吉羽（北側）と南埼玉郡宮代町（南側）の境界を流れる。
- 埼玉県利根川流域古利根川処理センター（下水処理場）の処理水の流入口。
- 中堀落川と合流する。
- 久喜市・南埼玉郡宮代町・北葛飾郡杉戸町との3市町界で大落古利根川と合流・終点。
- 終点：大落古利根川

## 橋梁
- 大鏡橋
- 上鷹匠橋
- 中落堀橋（埼玉県道3号さいたま栗橋線）
- 中落橋
- 大浦橋
- 五領大橋（埼玉県道153号幸手久喜線）
- 五領橋（市役所通り）
- イトーヨーカドー久喜店店舗・駐車場間3橋
- 鷹匠橋
- 愛宕橋
- （東北本線西側側道）
- 東北本線
- 東武伊勢崎線
- 東北新幹線
- 東橋（新幹線側道・東口）
- 東大橋（東口大通）
- 下谷橋

| 向地橋付近 |  | 中落堀川と大落古利根川の合流点 |
| 向地橋付近 |  | 中落堀川と大落古利根川の合流点 |

- 歩道橋
- 東公橋
- 向地大橋（青毛下早見線）
- 向地橋
- 備中岐橋
- （首都圏中央連絡自動車道 側道）（建設中）
- （首都圏中央連絡自動車道 本体橋梁）（建設中）

## 周辺の施設
- 調節池およびビオトープ
- 本町浄水場
- 埼玉県利根川流域古利根川処理センター（下水処理場）
- 首都圏中央連絡自動車道